# Жюльен, Югетт
Юге́тт Жюлье́н (фр. Huguette Jullien) — французская кёрлингистка.
В составе женской сборной Франции участница семи чемпионатов мира (лучший результат — пятое место в 1979 и 1983) и семи чемпионатов Европы (лучший результат — четвёртое место в 1978 и 1979).
Играла в основном на позиции четвёртого (но скипом команды почти никогда не была).

## Команды
| Сезон   | Четвёртый      | Третий          | Второй                  | Первый             | Турниры                             |
| ------- | -------------- | --------------- | ----------------------- | ------------------ | ----------------------------------- |
| 1978—79 | Полетт Делаша  | Югетт Жюльен    | Сюзанн Пароди           | Эрна Ге            | ЧЕ 1978 (4 место)                   |
| 1978—79 | Эрна Ге        | Полетт Делаша   | Сюзанн Пароди           | Югетт Жюльен       | ЧМ 1979 (5 место)                   |
| 1979—80 | Югетт Жюльен   | Сюзанн Пароди   | Jean Albert Sulpice (?) | Эрна Ге            | ЧЕ 1979 (4 место)                   |
| 1979—80 | Полетт Сюльпис | Аньес Мерсье    | Югетт Жюльен            | Анн-Клод Волферс   | ЧМ 1980 (6 место)                   |
| 1981—82 | Югетт Жюльен   | Аньес Мерсье    | Полетт Сюльпис          | Анн-Клод Кеннерсон | ЧЕ 1981 (5 место)                   |
| 1981—82 | Югетт Жюльен   | Аньес Мерсье    | Полетт Сюльпис          | Ева Дювилляр       | ЧМ 1982 (6 место)                   |
| 1982—83 | Югетт Жюльен   | Аньес Мерсье    | Полетт Сюльпис          | Моник Турнье       | ЧЕ 1982 (5 место) ЧМ 1983 (5 место) |
| 1983—84 | Югетт Жюльен   | Аньес Мерсье    | Моник Турнье            | Полетт Сюльпис     | ЧЕ 1983 (6 место)                   |
| 1983—84 | Югетт Жюльен   | Аньес Мерсье    | Андре Дюпон-Рок         | Полетт Сюльпис     | ЧМ 1984 (7 место)                   |
| 1984—85 | Югетт Жюльен   | Андре Дюпон-Рок | Полетт Сюльпис          | Моник Турнье       | ЧЕ 1984 (6 место)                   |
| 1984—85 | Югетт Жюльен   | Полетт Сюльпис  | Андре Дюпон-Рок         | Жослин Ланри       | ЧМ 1985 (8 место)                   |
| 1985—86 | Полетт Сюльпис | Югетт Жюльен    | Изабель Кере            | Жослин Ланри       | ЧЕ 1985 (10 место)                  |
| 1985—86 | Югетт Жюльен   | Полетт Сюльпис  | Изабель Кере            | Жослин Ланри       | ЧМ 1986 (9 место)                   |

(скипы выделены полужирным шрифтом)